# Грибовский, Роман Андреевич
Рома́н Андре́евич Грибо́вский (бел. Раман Андрэевіч Грыбоўскі; род. 17 июля 1995, Могилёв) — белорусский футболист, нападающий.

## Карьера

### Клубная
Начинал заниматься футболом в родном Могилеве, позже учился в минском РГУОР. С 2012 года выступал за дубль «Белшины». 5 июля 2014 года дебютировал в основной команде бобруйчан, выйдя на замену на 79-й минуте в матче против «Слуцка» (0:1).
В сезоне 2015 продолжал выступать за дубль, но стал чаще появляться в основном составе, шесть раз выйдя на замену в матчах высшей лиги.
С февраля 2016 года находился на просмотре в могилевском «Днепре». 11 марта подписал контракт с клубом. По итогам сезона 2016 помог команде вернуться в высшую лигу. В феврале 2017 года стало известно, что Грибовский покинет «Днепр».
В феврале 2017 года проходил просмотр в «Нафтане», но не подошёл. В марте прибыл в расположение «Лиды» и вскоре подписал контракт. По итогам сезона 2017 с 8 голами стал лучшим бомбардиром команды.
В январе 2018 года отправился на просмотр в минский «Луч». В феврале 2018 года покинул «Лиду» и позже подписал контракт со столичным клубом. Закрепился в качестве основного нападающего минчан, с 6 голами став лучшим бомбардиром команды в сезоне.
В начале 2019 года в связи с переездом «Луча» в Могилёв и объединением с местным клубом стал игроком объединённой команды, которая получила название «Днепр». Начинал сезон 2019 в основе могилевчан, однако в апреле получил травму, вернулся на поле в июле.
В январе 2020 года проходил просмотр в казахстанском «Кызыл-Жаре», однако стороны не договорились об условиях. В феврале подписал контракт с клубом «Минск». В сезоне 2020 был игроком стартового состава команды.
В январе 2021 года стал игроком гродненского «Немана». В декабре 2022 года продлил контракт с клубом.
В январе 2024 года футболист проходил просмотр в мозырской «Славии».

### Статистика
| Сезон | Дивизион | Клуб            | Страна        | Матчи | Голы |
| ----- | -------- | --------------- | ------------- | ----- | ---- |
| 2013  | дубль    | Белшина         | Флаг Беларуси | 17    | 1    |
| 2014  | Д1       | Белшина         | Флаг Беларуси | 1     | 0    |
| 2015  | Д1       | Белшина         | Флаг Беларуси | 6     | 0    |
| 2016  | Д2       | Днепр (Могилёв) | Флаг Беларуси | 23    | 2    |
| 2017  | Д2       | Лида            | Флаг Беларуси | 27    | 8    |
| 2018  | Д1       | Луч (Минск)     | Флаг Беларуси | 26    | 5    |
| 2019  | Д1       | Днепр (Могилёв) | Флаг Беларуси | 17    | 6    |
| 2020  | Д1       | ФК Минск        | Флаг Беларуси | 27    | 6    |

### Международная
С 2011 по 2012 год выступал за юношескую сборную Беларуси в квалификационных матчах на Чемпионат Европы.